# Centrum Kultury Karolinka

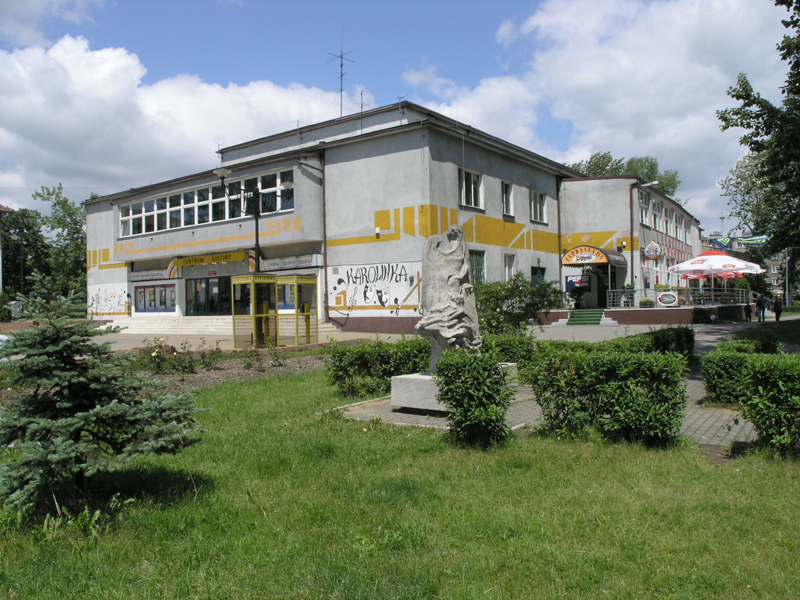
Centrum Kultury „Karolinka”

Centrum Kultury Karolinka – samorządowa instytucja kultury o ponad 40-letniej historii z siedzibą w Radzionkowie.

## Rys historyczny
Ośrodek rozpoczął działalność 15 maja 1966 r. jako Miejski Dom Kultury w Radzionkowie. W momencie otwarcia instytucja nie była jeszcze w pełni wyposażona. Brakowało elementów nagłośnienia i oświetlenia sali widowiskowej. Braki te zostały uzupełnione dopiero po roku. Oficjalnego otwarcia ośrodka dokonał 15 maja 1966 r. ówczesny przewodniczący Prezydium Wojewódzkiej Rady Narodowej gen. Jerzy Ziętek. Projekt budowy ośrodka powstał z jego inicjatywy i przy wsparciu finansowym Urzędu Wojewódzkiego. W latach 30. XX w. Jerzy Ziętek był naczelnikiem gminy Radzionków. Po 1975 r., w związku z przyłączeniem Radzionkowa do Bytomia przekształcono nazwę ośrodka na Środowiskowy Dom Kultury w Bytomiu. W latach 1991–1999 dyrektorką instytucji była Dorota Szatters. Zainicjowała cylkiczny festiwal teatralny, który pod szyldem "Wiosna Teatralna" po raz pierwszy zaistniał w ofercie kulturalnej ośrodka w 1994 r. To również z jej inicjatywy przekształcono nazwę ośrodka ze Środowiskowego Domu Kultury na Centrum Kultury „Karolinka” (uchwała Rady Miasta Bytom z 22 czerwca 1995 r.).  I tutaj po raz pierwszy pojawia się hasło „Karolinka”. Pomysł na taką nazwę związany był z działalnością folklorystyczną Zespołu Pieśni i Tańca „Mały Śląsk”, który  w ośrodku miał (i ma do dzisiaj) swoją siedzibę.

## Misja

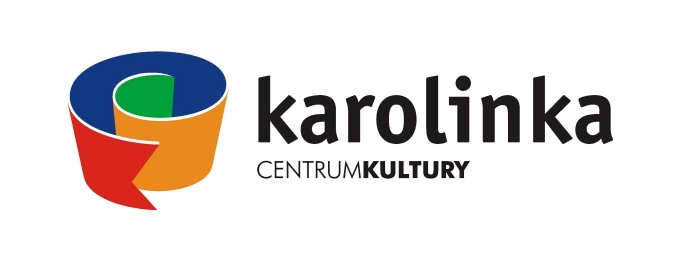
Logotyp Centrum Kultury "Karolinka"

Misją Centrum Kultury „Karolinka” jest to organizowanie przedsięwzięć o charakterze kulturalnym, propagowanie aktywnego uczestnictwa w kulturze wysokiej oraz rozwijanie zainteresowań kulturalnych mieszkańców powiatu tarnogórskiego (bez względu na wiek) w ramach amatorskiego ruchu artystycznego. Ośrodek dysponuje: 
- salą widowiskową na blisko 500 osób,
- salą baletową,
- salą kameralną (konferencyjno - koncertową) o regulowanym rozstawie krzeseł - układ teatralny (140 miejsc) i klubowy, przy stolikach (50 miejsc)
- świetlicą na 90 miejsc
- kilkoma dodatkowymi pomieszczeniami, w których prowadzona jest działalność kulturalno-oświatowa.

## Galeria Mozaika
Przy ośrodku działa także galeria "Mozaika", w której odbywają się wystawy sztuki plastycznej, w tym malarstwa, grafiki, fotografii, czy też  rzeźby. Galeria udostępnia powierzchnie wystawienniczą (w sumie 90m2) zarówno artystom amatorom, jak i profesjonalistom. Głównie są to twórcy związani ze Śląskiem. 
W ofercie "Mozaiki" są także wystawy geograficzne, hobbystyczne czy przyrodnicze.
Wśród wystaw kolekcjonerskich nadmienić można  prezentację czapek. Na tej wystawie  znalazły się nakrycia głowy ze wszystkich kontynentów. Eksponaty pochodziły m.in. z kolekcji premiera i ministra finansów prof. Marka Belki. 
Wystawa pod tytułem "Gorący oddech Afryki" prezentowała maski, rzeźby, przedmioty codziennego użytku, stołki królewskie, fotele, instrumenty muzyczne, tkaniny, skamieniałe drzewo, fotografie i wiele innych drobiazgów z krajów afrykańskich, w tym z Burkina Faso, Mali, Malawi, Kamerunu, Wybrzeże Kości Słoniowej, Kenii, Tanzanii oraz  Zambii.

## Najważniejsze projekty cykliczne
Największymi cyklicznymi projektami realizowanymi przed ośrodek są: 
- Wiosna Teatralna z udziałem gwiazd scen polskich teatrów (pierwsza edycja w 1994 r. – inicjatywa Doroty Szatters, ówczesnej dyrektorki ośrodka),
- "M3 - kobieta i mężczyzna, czyli dwa światy pod jednym dachem" -  festiwal monodramów (pierwsza edycja 2007 - inicjatywa Marian Prodlik, opracowanie Daniel Ryciak),
- Międzynarodowy Festiwal Dziecięcych i Młodzieżowych Zespołów Folklorystycznych "Fyrtek" (pierwsza edycja w 1999 r. – inicjatywa Grzegorz Kłaczek, instruktor ZPiT „Mały Śląsk”),
- Przegląd Zespołów Tańca Nowoczesnego "Arabeska" (pierwsza edycja 2004 – inicjatywa Marian Prodlik, dyrektor ośrodka),
- "Street Art Festival" (pierwsza edycja 2006 - inicjatywa i opracowanie Daniel Ryciak, pracownik Centrum Kultury "Karolinka")
- "Rock&Rollinka", czyli Przegląd Zespołów Młodzieżowych (pierwsza edycja w 2006 r. - inicjatywa Marian Prodlik, opracowanie Daniel Ryciak)
- akcja Wakacje z Karolinką, czyli warsztaty twórcze, spektakle, filmy i zajęcia o charakterze edukacyjno-rozrywkowym.

## Zespoły artystyczne
- Zespół Pieśni i Tańca "Mały Śląsk"

Zespół w 2008 r. obchodził jubileusz trzydziestopięciolecia. Od kilkunastu lat "Mały Śląsk" znajduje się pod patronatem artystycznym PZLPiT "Śląsk" im. S. Hadyny. Obecnie zespół liczy blisko 200 członków podzielonych na kilka kategorii wiekowych, od najmłodszych (7-latki) do najstarszych (grupa Reprezentacyjna). W repertuarze zespołu znajdują się tańce i pieśni ze wszystkich regionów Polski. "Mały Śląsk" koncertuje w Polsce i za granicą kraju. Wielokrotnie występował na festiwalach we Francji, Włoszech, Finlandii, Portugalii, Czechach, Słowacji, Węgrzech, Ukrainie, Turcji, Hiszpanii i Niemczech. W 2010 r. po raz pierwszy zespół był na tournée w USA. Zespół jest pomysłodawcą i gospodarzem Międzynarodowego Festiwalu Dziecięcych Zespołów Folklorystycznych "Fyrtek".
- Formacja Tańca Nowoczesnego "Pasja"

Zespół istnieje od 2001 r. Składa się z dziewcząt w wieku od 8 lat (Mała Pasja) do 15 lat (grupa najstarsza - reprezentacyjna). Grupa liczy w sumie ponad 170 dziewczyn z podziałem na 8 grup tanecznych. Na swoim koncie ma udział w  festiwalach i przeglądach zespołów tańca nowoczesnego. 
- Formacja Tańca Nowoczesnego "Bez nazwy" lub "No name"
- Chór Mieszany "Harfa"

W 2009 r. chór obchodzi 90 rocznicę działalności. Zespół brał udział w wielu przeglądach i festiwalach w Polsce i za granicą. 
- Teatr "Bezprzerwy"

Amatorska grupa teatralna zajmująca się głównie tworzeniem musicali. W repertuarze mają dwa projekty teatralne: „Pragnienia i Obsesje” oraz "Afterparty".